# 대학동
대학동(大學洞)은 서울특별시 관악구의 행정동이다. 동명은 동내에 서울대학교가 있다는 데에서 유래하였다.

## 연혁
- 조선시대 : 경기도 시흥군 동면 신림리
- 1914년 4월 1일 : 경기도 시흥군 동면 신림리
- 1963년 1월 1일 : 서울특별시 영등포구 신림동
- 1970년 5월 18일 : 서울특별시 영등포구 신림2동
- 1973년 7월 1일 : 서울특별시 관악구 신림2동
- 1980년 7월 1일 : 신림9동이 신림2동에서 분동[2]
- 2008년 9월 1일 : 신림9동을 대학동으로 개칭[3]

## 법정동
- 신림동

## 교육
- 삼성초등학교
- 삼성중학교
- 서울산업정보학교
- 서울대학교
- 삼성고등학교
- 미림여자고등학교
- 미림여자정보과학고등학교